# Bloody Mary (chanson de Lady Gaga)
Pour les articles homonymes, voir Bloody Mary (homonymie).
 (décembre 2022).
La mise en forme du texte ne suit pas les recommandations de Wikipédia : il faut le « wikifier ».
Les points d'amélioration suivants sont les cas les plus fréquents :
- Les titres sont pré-formatés par le logiciel. Ils ne sont ni en capitales, ni en gras.
- Le texte ne doit pas être écrit en capitales (les noms de famille non plus), ni en gras, ni en italique, ni en « petit »…
- Le gras n'est utilisé que pour surligner le titre de l'article dans l'introduction, une seule fois.
- L'italique est rarement utilisé : mots en langue étrangère, titres d'œuvres, noms de bateaux, etc.
- Les citations ne sont pas en italique mais en corps de texte normal. Elles sont entourées par des guillemets français : « et ».
- Les listes à puces sont à éviter, des paragraphes rédigés étant largement préférés. Les tableaux sont à réserver à la présentation de données structurées (résultats, etc.).
- Les appels de note de bas de page (petits chiffres en exposant, introduits par l'outil «  Source ») sont à placer entre la fin de phrase et le point final[comme ça].
- Les liens internes (vers d'autres articles de Wikipédia) sont à choisir avec parcimonie. Créez des liens vers des articles approfondissant le sujet. Les termes génériques sans rapport avec le sujet sont à éviter, ainsi que les répétitions de liens vers un même terme.
- Les liens externes sont à placer uniquement dans une section « Liens externes », à la fin de l'article. Ces liens sont à choisir avec parcimonie suivant les règles définies. Si un lien sert de source à l'article, son insertion dans le texte est à faire par les notes de bas de page.
- La présentation des références doit suivre les conventions bibliographiques. Il est recommandé d'utiliser les modèles {{Ouvrage}}, {{Chapitre}}, {{Article}}, {{Lien web}} et/ou {{Bibliographie}}. Le mode d'édition visuel peut mettre en forme automatiquement les références.
- Insérer une infobox (cadre d'informations à droite) n'est pas obligatoire pour parachever la mise en page.

Pour une aide détaillée, merci de consulter Aide:Wikification.
Si vous pensez que ces points ont été résolus, vous pouvez retirer ce bandeau et améliorer la mise en forme d'un autre article.
Bloody Mary est une chanson de Lady Gaga extraite de l'album Born This Way sorti en 2011. Le titre est écrit par Lady Gaga, Fernando Garibay et Paul Blair. La chanson devient un succès en 2022 à la suite de l'engouement qu'elle rencontre sur le réseau social TikTok.

## Composition
Inspiré par la musique trance pour sa mélodie, le morceau  est de type electropop. Il contient des paroles en français, portugais et anglais ainsi que de nombreuses métaphores sur la religion et les relations amoureuses.
La popstar y interprète un rôle inspiré de Marie-Madeleine, du personnage de légende urbaine Bloody Mary ainsi que de la reine d'Angleterre Marie Première aussi connue sous le nom de Marie Tudor,. On entend sur les refrains une chorale masculine inspirée du chant grégorien.

## Enregistrement
La chanson a été enregistrée en 2011 dans le studio de Fernando Garibay à Los Angeles.

## Réception critique
Le magazine musical NME considère la chanson comme « sombre, atmosphérique et presque une ballade funérale électro ».
Pitchfork commente quant à lui l'aspect gothique de la chanson.

## Réception commerciale
La chanson connait un regain d'intérêt en 2022 lorsque des utilisateurs de TikTok postent des vidéos d'eux dansant sur une version accélérée de la chanson tout en reproduisant la chorégraphie du personnage principal de la série Mercredi. À la suite de cela, la chanson rencontre un important succès dans de nombreux pays. Remontant dans les classements et recherches de Spotify, iTunes, YouTube et Shazam.
Des comparaisons avec le titre de Kate Bush, Running Up that Hill, qui avait connu un traitement similaire au cours de la même année à la suite de son inclusion dans la série Stranger Things, se font alors entendre,.
En Mars 2023, la chanson est certifiée disque de diamant en France par le label de la chanteuse.

## Prestations
La chanson est interprétée durant le Born this way Ball en 2012-2013 ainsi que lors du Joanne World tour en 2017-2018.

## Crédits
- Lady Gaga - Chant
- Lady Gaga, Fernando Garibay, Paul Blair - Écriture
- Lady Gaga, Fernando Garibay, Paul Blair - Production